# Добравица при Великем Габру
Добравица при Великем Габру (словен. Dobravica pri Velikem Gabru) је насељено место у општини Требње, регија Југоисточна Словенија, Словенија.

## Историја
До територијалне реорганизације у Словенији била је у саставу старе општине Требње.

## Становништво
У попису становништва из 2011. године, Добравица при Великем Габру имала је 21 становника.
| Број становника према пописима | Број становника према пописима | Број становника према пописима |
| ------------------------------ | ------------------------------ | ------------------------------ |
| 1991                           | 2002                           | 2011                           |
| 22                             | 16                             | 21                             |

Напомена: До 1953. исказивано под именом Добравица.